# Branka

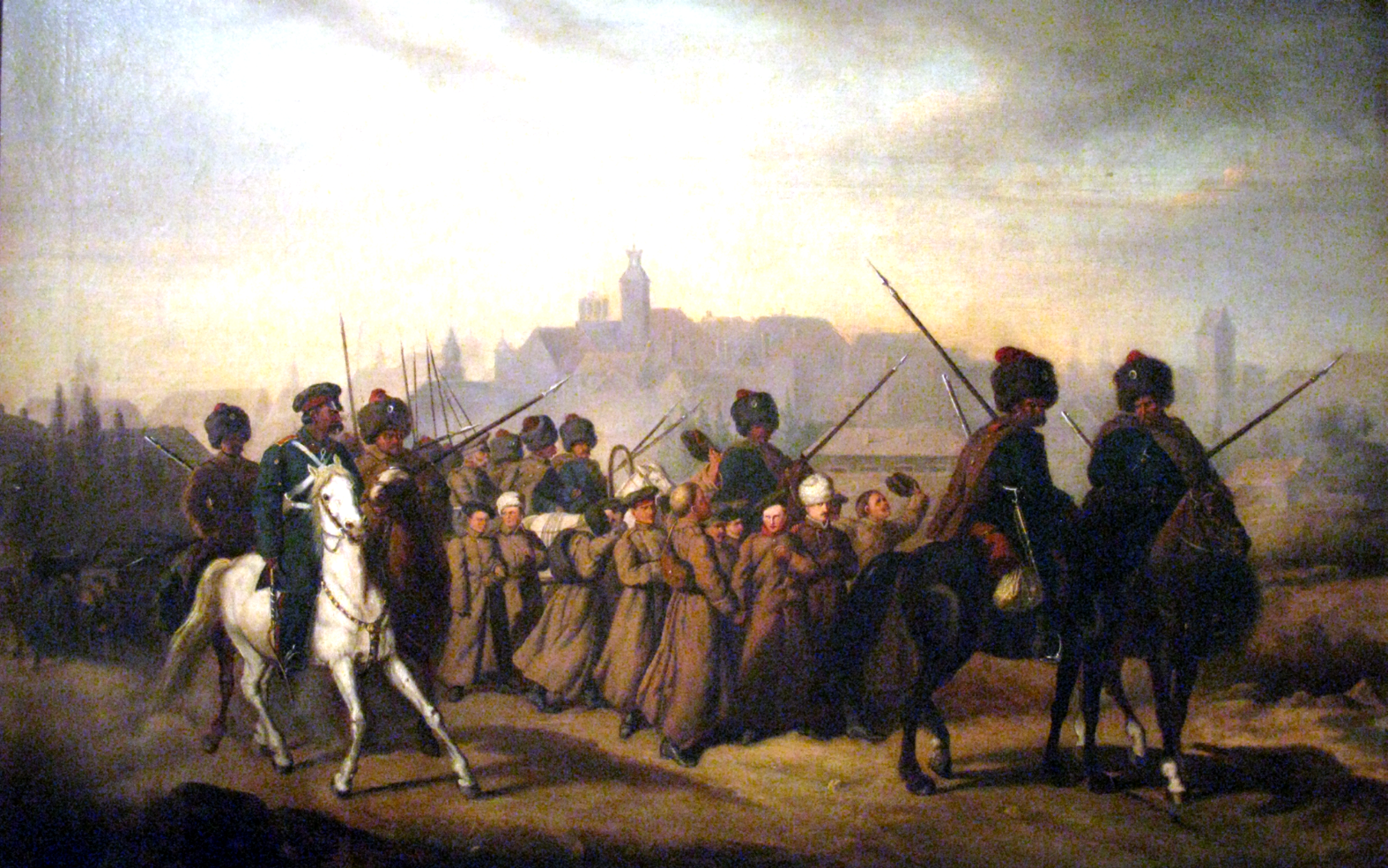
La branka des Polonais dans l'armée de Russie en 1863 - Aleksander Sochaczewski

Branka est un terme familier pour désigner la conscription dans l'armée russe en 1863.
En octobre 1862, pour tenter d'empêcher le déclenchement de l'insurrection, le comte Aleksander Wielopolski, chef de l'administration civile de la Pologne, décrète la conscription des jeunes Polonais sur le territoire du Royaume du congrès.
Cette conscription ne se fait pas comme il est d'usage en pareil cas, par tirage au sort. Une liste de 12 000 noms a été préparée à cet effet. Les personnes suspectées d’appartenir au mouvement patriotique se retrouvent bien sûr sur cette liste. Dans la nuit du 14 au 15 janvier 1863 les jeunes hommes sont avertis par courrier recommandé. Certains quittent aussitôt leur foyer pour rejoindre les rangs de l'insurrection. Le 22 janvier, le Comité central national réagit en publiant son manifeste appelant à l'insurrection.
Au lieu de l'empêcher, la branka fut l'élément déclencheur de l'insurrection de Janvier 1863

## Sources
- (pl) Cet article est partiellement ou en totalité issu de l’article de Wikipédia en polonais intitulé « Branka » (voir la liste des auteurs).